# Meir Jelin
Meir Jelin (russisch Меер Елин; wiss. Transliteration
Meer Elin; hebr. מאיר ילין; geb. 1910 in Srednik, Litauen; gest. 3. Januar 2000 in Israel) war ein sowjetischer, auf Jiddisch und Litauisch schreibender Schriftsteller, der 1973 nach Israel emigrierte. Der Schriftsteller und Leiter und Organisator der Partisanenbewegung im Ghetto von Kaunas Chaim Jelin (gest. 1944) war sein jüngerer Bruder.

## Leben und Wirken
Meir Jelin wurde 1910 in Srednik in Litauen geboren und lebte in Kaunas. Seine Dichtungen und Geschichten erschienen seit den späten 1920er Jahren in der jiddischen Presse von Kaunas, z. B. in Di Yiddishe Stimme. Während der deutschen Besatzung war er im Ghetto von Kaunas (Kauen) inhaftiert und führte eine Ghettochronik. Er war an der jüdischen Widerstandsbewegung beteiligt und schloss sich nach der Flucht den Partisanen an. Im Schwarzbuch über den Holocaust und die Verbrechen der Wehrmacht in der Sowjetunion fand Aufnahme seine Schilderung Die Todesforts bei Kaunas. Im Zentrum seines Nachkriegswerkes stehen Holocaust und Widerstand. Zusammen mit Dimitrius Gelpernas (1914–1998) veröffentlichte er im Moskauer jiddischsprachigen Verlag Der Emes sein Partizaner fun Kaunaser geto [Partisanen im Ghetto von Kaunas] (1948). Eine litauische Übersetzung erschien 1969 in Vilnius (Wilna) im Verlag Mintis.
Eine umfangreiche Sammlung seiner Kurzgeschichten und Novellen wurde 1972 in Moskau im Verlag Sowetski pissatel („Sowjetische Schriftsteller“) veröffentlicht.
Die Pianistin Esther Jelin (geb. 1940) ist seine Tochter.

## Publikationen (Auswahl)
- zusammen mit Dimitrius Gelpernas: Partizaner fun Kaunaser geto [Partisanen im Ghetto von Kaunas]. Moskau: Der Emes 1948 (jiddisch)

- - (litauisch) Kauno getas ir jo kovotojai [Das Ghetto von Kaunas und seine Kämpfer]. Vilnius: Mintis 1969

- Зэере бликн гобн зих багегнт / Seiere blikn gobn sich bagegnt  [„Ihre Blicke sind sich begegnet“]. Moskau: Sowetski pissatel 1972  (Sammlung von Kurzgeschichten und Novellen)